# くもりときどきミートボールシリーズ

『くもりときどきミートボールシリーズ』は、2006年公開のソニー・ピクチャーズ アニメーション製作による『くもりときどきミートボール』（Cloudy with a Chance of Meatballs）から始まる作品群である。 

## 長編
- 『くもりときどきミートボール』 (2009年)
- 『くもりときどきミートボール2 フード・アニマル誕生の秘密』 (2013年)

## テレビシリーズ
- 『くもりときどきミートボール』 (2017年)